# Texas State Railroad
| |                      |                                                |                                                |
| Dampflok Nr. 300 der Texas State Railroad |                      |                                                |                                                |
| Streckenlänge: | 46 km                |                                                |                                                |
| Spurweite: | 1435 mm (Normalspur) |                                                |                                                |
| Maximale Neigung: | 3,7 ‰                |                                                |                                                |
| |                      |                                                |                                                |
| \| \| \| Strecke und Kilometrierung der ehem. \| \| \| \| \| Texas South-Eastern Railroad nach Jacksonville \| \| \| \| 0,0 \| Rusk (Texas) Bahnhof der TSE \| Rusk (Texas) Bahnhof der TSE \| \| \| 1,9 \| North Rusk \| North Rusk \| \| \| 4,4 \| Beginn der Texas State Railroad \| Beginn der Texas State Railroad \| \| \| 5,1 \| MCCrossin Depot \| MCCrossin Depot \| \| \| \| Gleisdreieck \| \| \| \| 6,0 \| Rusk Bahnhof der TSR \| 134 m ü. M. \| \| \| \| \| \| \| \| 9,4 \| Beans Creek Abstellgleis \| Beans Creek Abstellgleis \| \| \| \| Beans Creek \| \| \| \| \| Rogers Creek \| \| \| \| \| \| \| \| \| \| \| \| \| \| \| One Arm Creek \| \| \| \| 16,8 \| Maydelle mit Drehscheibe \| 131 m ü. M. \| \| \| 19,7 \| Java \| Java \| \| \| \| Tailes Creek (221 m) \| \| \| \| 23,8 \| Mewshaw Ausweichstelle \| Mewshaw Ausweichstelle \| \| \| \| Neches Creek (305 m) \| \| \| \| 28,4 \| Herring \| Herring \| \| \| \| (27 m) \| \| \| \| \| (26 m) \| \| \| \| \| (25 m) \| \| \| \| 33,3 \| Jarvis Gleisdreieck \| 90 m ü. M. \| \| \| \| (14 m) \| \| \| \| \| Still Creek (17 m) \| \| \| \| \| (14 m) \| \| \| \| \| Stills Creek (80 m) \| \| \| \| \| (95 m) \| \| \| \| 38,6 \| Kossuth \| Kossuth \| \| \| \| (29 m) \| \| \| \| \| (29 m) \| \| \| \| 42,0 \| Deanwright \| Deanwright \| \| \| \| Stills Creek (23 m) \| \| \| \| \| (45 m) \| \| \| \| \| (14 m) \| \| \| \| \| Gleisdreieck \| \| \| \| 45,4 \| Palestine (Texas) (ehem. Vercal) \| 135 m ü. M. \| \| \| 46,8 \| Anschlussgleis Baze Chemical \| Anschlussgleis Baze Chemical \| \| \| \| (31 m) \| \| \| \| \| Ausweichstelle \| \| \| \| \| Highway 287 \| \| \| \| \| Abstellgleis \| \| \| \| \| Ende der Texas State Railroad \| \| \| \| 50,8 \| Abzweigung nach Elkart \| Abzweigung nach Elkart \| \| \| 52,6 \| Palestine Güterbahnhof der UP \| 148 m ü. M. \| \| \| \| \| \| \| Quellen: [1] \| \| \| \| |                      |                                                |                                                |
| |                      | Strecke und Kilometrierung der ehem.           |                                                |
| Strecke (außer Betrieb) |                      | Texas South-Eastern Railroad nach Jacksonville | Texas South-Eastern Railroad nach Jacksonville |
| Bahnhof (Strecke außer Betrieb) | 0,0                  | Rusk (Texas) Bahnhof der TSE                   | Rusk (Texas) Bahnhof der TSE                   |
| Haltepunkt / Haltestelle (Strecke außer Betrieb) | 1,9                  | North Rusk                                     | North Rusk                                     |
| | 4,4                  | Beginn der Texas State Railroad                | Beginn der Texas State Railroad                |
| Dienststation / Betriebs- oder Güterbahnhof | 5,1                  | MCCrossin Depot                                | MCCrossin Depot                                |
| Abzweig geradeaus, nach rechts und von rechts |                      | Gleisdreieck                                   | Gleisdreieck                                   |
| Bahnhof | 6,0                  | Rusk Bahnhof der TSR                           | 134 m ü. M.                                    |
| Brücke über Wasserlauf |                      |                                                |                                                |
| Abzweig geradeaus und nach links | 9,4                  | Beans Creek Abstellgleis                       | Beans Creek Abstellgleis                       |
| Brücke über Wasserlauf |                      | Beans Creek                                    | Beans Creek                                    |
| Brücke über Wasserlauf |                      | Rogers Creek                                   | Rogers Creek                                   |
| Brücke |                      |                                                |                                                |
| Brücke |                      |                                                |                                                |
| Brücke über Wasserlauf |                      | One Arm Creek                                  | One Arm Creek                                  |
| Bahnhof | 16,8                 | Maydelle mit Drehscheibe                       | 131 m ü. M.                                    |
| ehemaliger Haltepunkt / Haltestelle | 19,7                 | Java                                           | Java                                           |
| Brücke über Wasserlauf |                      | Tailes Creek (221 m)                           | Tailes Creek (221 m)                           |
| Dienststation / Betriebs- oder Güterbahnhof | 23,8                 | Mewshaw Ausweichstelle                         | Mewshaw Ausweichstelle                         |
| Brücke über Wasserlauf |                      | Neches Creek (305 m)                           | Neches Creek (305 m)                           |
| ehemaliger Haltepunkt / Haltestelle | 28,4                 | Herring                                        | Herring                                        |
| Brücke |                      | (27 m)                                         | (27 m)                                         |
| Brücke |                      | (26 m)                                         | (26 m)                                         |
| Brücke |                      | (25 m)                                         | (25 m)                                         |
| Abzweig geradeaus, nach links und von links | 33,3                 | Jarvis Gleisdreieck                            | 90 m ü. M.                                     |
| Brücke |                      | (14 m)                                         | (14 m)                                         |
| Brücke über Wasserlauf |                      | Still Creek (17 m)                             | Still Creek (17 m)                             |
| Brücke |                      | (14 m)                                         | (14 m)                                         |
| Brücke über Wasserlauf |                      | Stills Creek (80 m)                            | Stills Creek (80 m)                            |
| Brücke |                      | (95 m)                                         | (95 m)                                         |
| ehemaliger Haltepunkt / Haltestelle | 38,6                 | Kossuth                                        | Kossuth                                        |
| Brücke |                      | (29 m)                                         | (29 m)                                         |
| Brücke über Wasserlauf |                      | (29 m)                                         | (29 m)                                         |
| ehemaliger Haltepunkt / Haltestelle | 42,0                 | Deanwright                                     | Deanwright                                     |
| Brücke über Wasserlauf |                      | Stills Creek (23 m)                            | Stills Creek (23 m)                            |
| Brücke |                      | (45 m)                                         | (45 m)                                         |
| Brücke |                      | (14 m)                                         | (14 m)                                         |
| Abzweig geradeaus, nach rechts und von rechts |                      | Gleisdreieck                                   | Gleisdreieck                                   |
| Bahnhof | 45,4                 | Palestine (Texas) (ehem. Vercal)               | 135 m ü. M.                                    |
| Dienststation / Betriebs- oder Güterbahnhof | 46,8                 | Anschlussgleis Baze Chemical                   | Anschlussgleis Baze Chemical                   |
| Brücke |                      | (31 m)                                         | (31 m)                                         |
| Dienststation / Betriebs- oder Güterbahnhof |                      | Ausweichstelle                                 | Ausweichstelle                                 |
| Strecke mit Straßenbrücke |                      | Highway 287                                    | Highway 287                                    |
| Abzweig geradeaus und nach links |                      | Abstellgleis                                   | Abstellgleis                                   |
| Wechsel des Eisenbahninfrastrukturunternehmens |                      | Ende der Texas State Railroad                  | Ende der Texas State Railroad                  |
| Abzweig geradeaus und nach rechts | 50,8                 | Abzweigung nach Elkart                         | Abzweigung nach Elkart                         |
| Dienststation / Betriebs- oder Güterbahnhof | 52,6                 | Palestine Güterbahnhof der UP                  | 148 m ü. M.                                    |
| |                      |                                                |                                                |
| Quellen: |                      |                                                |                                                |

Die Texas State Railroad ist eine US-amerikanische Museumseisenbahn mit Sitz in Palestine (Texas). Sie verkehrt auf der 46 Kilometer langen Strecke zwischen Rusk und Palestine. Eigentümer ist die Texas State Railroad Authority. Die Bahn wurde 2003 zur offiziellen Eisenbahn des Staates Texas erklärt. Der derzeitige Betreiber ist die Texas & Eastern Railroad (TERR) der Jaguar Transport Holdings. Die Ausflugszüge verkehren das ganze Jahr über nach unregelmäßigem Zeitplan.

## Geschichte
Ab 1881 wurde von Sträflingen eine zwei Kilometer lange Bahnstrecke von Rusk zum East Texas Penitentiary (Gefängnis) erbaut. Diese wurde 1883 fertig gestellt. Daraufhin wurden überwiegend Holz und Eisenerz zum Hochofen des Gefängnisses transportiert. Die gesamte Strecke bis nach Palestine wurde 1909 fertig gestellt und umfasste 52 Kilometer. In Palestine hatte die Strecke Verbindung zur International-Great Northern Railroad. Der reguläre Betrieb wurde 1921 eingestellt und die Fahrzeuge verkauft. Daraufhin verpachtete der Staat Texas die Strecke bis 1960 an die Texas and New Orleans Railroad, einer Tochtergesellschaft der Southern Pacific Transportation. Von 1960 bis 1969 übernahm die Texas South-Eastern Railroad den Pachtvertrag zur Versorgung der Sägewerke, wobei sich der Zustand der Strecke stetig verschlechterte.

### Übereignung an das Texas Parks and Wildlife Department
Ab 1972 wurde das Grundeigentum an das Texas Parks and Wildlife Department übereignet. Wiederum wurden Sträflinge dafür eingesetzt, die überwucherte Bahnstrecke zu sanieren. Gleichzeitig erwarben und restaurierten staatliche Angestellte historische Dampflokomotiven und weitere Fahrzeuge. Die ersten Ausflugszüge starteten 1976.

### Übernahme durch die Texas State Railroad Authority
Im Jahr 2007 wurde die Bahnstrecke an die Texas State Railroad Authority übereignet, und es wurde eine private Betreibergesellschaft für die Betriebsführung gesucht. Der erste Betreiber war die American Heritage Railways, gefolgt von Iowa Pacific Holdings, der Western Group und seit 2020 der Texas & Eastern Railroad (TERR) der Jaguar Transport Holdings. Seit 2012 wird in kleinem Rahmen Güterverkehr in Verbindung mit der Union Pacific Railroad betrieben.

### Heute
Die Texas State Railroad verkehrt das ganze Jahr über nach einem wechselnden Fahrplan. Die Bahn besitzt fünf Dampflokomotiven, von denen zwei betriebsfähig sind, dazu fünf Diesellokomotiven und einige komfortable Personenwagen aus den frühen 1900er Jahren. Eine Drehscheibe ist in der Streckenmitte bei Maydelle vorhanden.
Die Strecke von Rusk nach Palestine führt vorbei an einem Eisenerzlager und über 24 Brücken (eine mit 305 Metern Länge) und führt durch Pinienwälder sowie durch die sanften Hügel von Ost-Texas. Dabei können die Bahnhöfe von Rusk und Palestine mit ihren Souvenirläden besichtigt werden. Der Bahnhof von Rusk verfügt auch über ein Kino und einen Campingplatz.

## Züge
- Piney Woods Express Diesel – ganzjähriger Diesel-Zug mit verschiedenen Wagenklassen
- Piney Woods Express Steam – ganzjähriger Dampf-Zug mit verschiedenen Wagenklassen
- Dogwood Lunch Train – Frühjahrszug mit Mittagessen im März
- Easter Egg Express – Oster-Zug im April
- Rockin’ the Rails – Musik-Zug im September
- Wines in the Pines – Wein-Zug mit Abendessen im August
- Pumpkin Patch Express – Kürbis-Zug im Oktober
- The Polar Express™ – Weihnachtszug im Dezember[5]

## Fahrzeuge
| Lokomotiven       |                          |                                    |                          |          |              | |      |
| TSR-Betriebs-Nr.  | historische Betriebs-Nr. | Hersteller                         | Achsfolge/Modell         | Baujahr  | Seriennummer | Bemerkung | Bild |
| Dampflokomotiven  |                          |                                    |                          |          |              | |      |
| 201               | 316                      | Cooke Locomotive and Machine Works | 4-6-0 Ten-Wheeler D-9    | 1902     | 26142        | Ehem. Texas and Pacific Railway Nr. 201, in Betrieb.                                                                                     |      |
| 300               | 28                       | Baldwin Locomotive Works           | 2-8-0 Consolidation      | 1917     | 47032        | Ehem. U.S. Army Nr. 396, ehem. Tremont and Gulf Railway Nr. 28, ehem. Southern Pine Lumber Co. Nr. 28, soll wieder aufgearbeitet werden. |      |
| 400               | 30                       | Baldwin Locomotive Works           | 2-8-2 Mikado Class 30    | 1917     | 46491        | Ehem. Tremont and Gulf Railway Nr. 30, ehem. Magma Arizona Railroad Nr. 7, in Betrieb.                                                   |      |
| 500               | 1316                     | Baldwin Locomotive Works           | 4-6-2 Class 1309 Pazifik | 1911     | 37332        | Ehem. Atchison, Topeka and Santa Fe Railway Nr. 1316, wartet auf Aufarbeitung.                                                           |      |
| 610               | 610                      | Lima Locomotive Works              | 2-10-4 I-1a Texas        | 1927     | 7237         | Ehem. Texas and Pacific Railway Nr. 610, von 1977 bis 1981 bei der Southern Railway, ist ausgestellt.                                    |      |
| Diesellokomotiven |                          |                                    |                          |          |              | |      |
| 7                 | 7                        | American Locomotive Company        | RS-2                     | Mai 1949 | 76828        | Ehem. Southern Pacific Transportation, in Betrieb.                                                                                       |      |
| 8                 | 8                        | American Locomotive Company        | MRS-1                    | 1953     | 80334        | Ehem. U.S. Army, in Betrieb. |      |
| 22                | 22                       | GE Transportation Systems          | 70 t Switcher            | 1956     | 32569        | Ehem. Texas South-Eastern Railroad Nr. 22, in Betrieb.                                                                                   |      |
| 125               | 125                      | Electro-Motive Diesel              | FP9A                     | 1957     | A1051        | Ehem. Canadian National Railway Nr. 6521, in Betrieb.                                                                                    |      |
| 126               | 126                      | Electro-Motive Diesel              | FP9A                     | 1958     | A1393        | Ehem. Canadian National Railway Nr. 6533, soll restauriert werden.                                                                       |      |
| [ 6 ]             |                          |                                    |                          |          |              | |      |